# Дене, Шарль

Переработка урожая

Шарль Дене (фр. Charles Denet; 10 февраля 1853, Эврё, Нормандия — апрель 1939, Париж) — французский художник.

## Биография

Игроки в домино

Искусству живописи обучался в Национальной высшей школе изящных искусств в Париже под руководством Фернана Кормона и Леона Бонна одновременно с Анри де Тулуз-Лотреком. Окончив учёбу, вернулся в Эврё, где провёл всю свою жизнь.
В 1872 году впервые принял участие в Салоне, позже регулярно отправлял свои работы, несколько раз удостаивался премий.

## Творчество
Автор жанровых картин, изображающих сцены из повседневной жизни, членов семьи, друзей, соседей, улицы Эврё, продавцов птицы на рынке, сцены из порта, рыбаков.
Из его основных работ: украсил потолок брачного зала в городской ратуши (1895), в 1903 году создал для городского театра две большие картины.
Кроме живописи, занимался сценографией (оформил спектакли «Мещанин во дворянстве» Мольера и «Гамлет» Шекспира).